# Jurata

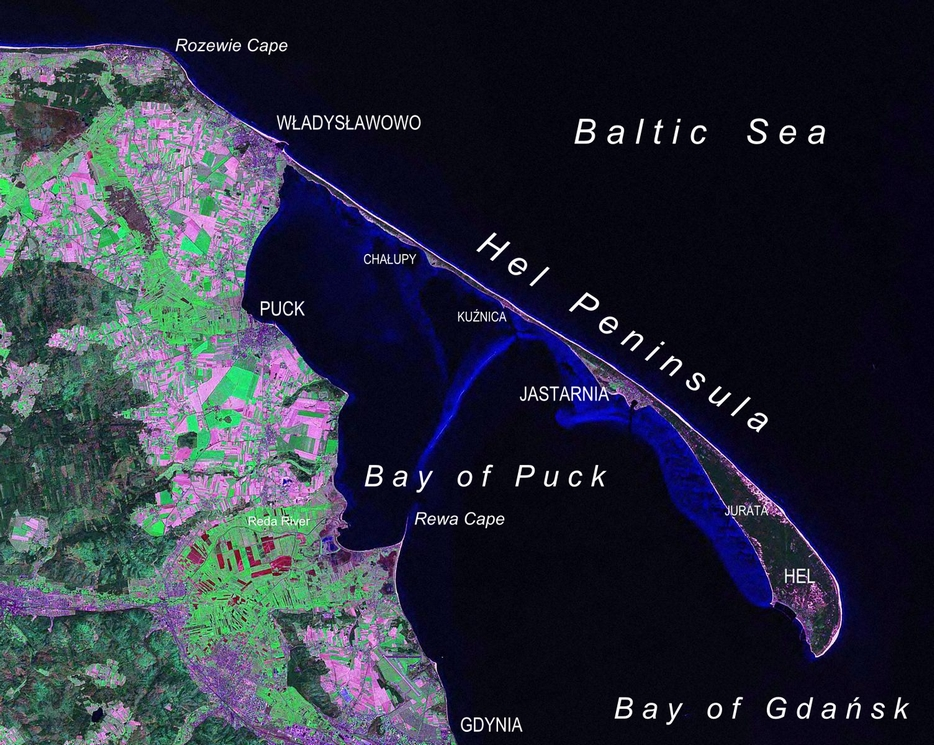
Halvön Hel.

Jurata är ett populärt semesterställe och resmål på den polska kusten mot Östersjön vid Helhalvön. Jurata är en del av staden Jastarnia.